# Нуклеаквеї
Нуклеакве́ї (Nucleacuea) — нуклеїновмісні неклітинні живі організми, що складаються із молекули нуклеїнової кислоти (одно- або дволанцюгова, лінійна, циклічна чи кільцева ДНК або РНК) часто асоційованої із білковим капсидом чи оболонкою та полімерними цукрами. Характерними представниками Нуклеаквей є віруси, віроїди, сателіти, косміди, фазміди, плазміди й транспозони. Самостійність, як живих істот, деяких із них дискутується.